# Sciara futilis
Sciara futilis är en tvåvingeart som beskrevs av Oskar Augustus Johannsen 1912. Sciara futilis ingår i släktet Sciara och familjen sorgmyggor.
Artens utbredningsområde är Wisconsin. Inga underarter finns listade i Catalogue of Life.